# ميكولا أوفشاروف
نيكولا ميخائيلوفيتش أوفتشاروف (9 يوليو 1988، أوديسا)  — خطيب أوكراني، مدرّس وباحث في فن الخطابة، مترجم من اللغة اللاتينية، مخرج سينمائي، فنان إعلامي. اشتهر بتصنيف أنواع الحجج في فن الخطابة. مؤلف دليل الخطابة الحديثة «سيد الخطابة العامة» ومؤلفات أخرى في الأخلاق والفلسفة. محرر المجلة العلمية الشعبية عن فن الخطابة «الخطيب المجهول».

## السيرة الذاتية
وُلد في مدينة أوديسا. درس في أكاديمية كييف الحكومية للنقل المائي، جامعة كييف الوطنية للثقافة.
عمل مع منظمات حكومية وأهلية رائدة.
في عام 2009، أسس معهد الخطابة، حيث يُدرّس فن الخطابة، وينشر مقالات تحليلية حول الخطابة وعلم النفس والأخلاق والفلسفة.
مؤلف كتاب «سيد الخطابة العامة» (2017، 2023) ومؤلفات في أخلاق الخطابة العامة.
في عام 2024، قدم كتابين جديدين — «الأخلاق الصغيرة» و«الحجج الإثباتية».

## الإسهام في الخطابة المعاصرة

### الحجج الإثباتية
طور أوفتشاروف مفهوم الحجج الإثباتية كطريقة للإقناع تجمع بين الأسس التجريبية والفعالية الخطابية. في عمله «الحجج الإثباتية» (2024)، نظّم المناهج لبناء براهين منطقية منظمة في الخطابة العامة.

#### نظرية الحجج
حدد نيكولا أوفتشاروف ثلاثة أشكال أساسية للحجج في الخطابة المعاصرة.
- النظرية — الحقائق العلمية، بيانات البحوث، الإحصائيات، التحليلات.
- العملية — الأمثلة العملية من التجربة الشخصية أو تجارب الآخرين.
- البصرية — الإثبات باستخدام صور أو أحداث معروفة.

لكل حجة ثلاثة متطلبات: السلطة، الفرادة، تقوية الأطروحة بحجة ثانية.

### التأثير على المدرسة الخطابية الأوكرانية
التطورات النظرية لأوفتشاروف تساهم في جعل الخطابة مادة أكاديمية مؤسسية في أوكرانيا. معهد الخطابة الذي أسسه عام 2009 يعمل كمركز بحثي يجمع بين دراسة التقاليد الكلاسيكية وتطوير منهجيات حديثة للخطابة العامة.
منذ عام 2025، يُصدر نيكولا أوفتشاروف مجلة «الخطيب المجهول» — أول مجلة علمية شعبية باللغة الأوكرانية مخصصة لفن الخطابة. المنشور يجمع بين المعرفة النظرية والنصائح العملية لتحسين مهارات التواصل.

## النشاط الترجمي
في عام 2025، أنجز أول ترجمة كاملة باللغة الأوكرانية لـ«الخطبة الأولى لشيشرون ضد كاتيلينا» من منظور خطيب ممارس. أولى نيكولا أوفتشاروف اهتماماً خاصاً بالإيقاع وديناميكية النص والتقنيات الخطابية التي تُفقد عادة في الترجمة الحرفية. الترجمة مرفقة بملاحظات مفصلة حول السياق التاريخي وتوضيحات لحقائق الحياة الرومانية وتحليل للخصائص الخطابية للخطبة. العمل يخدم الطلاب والباحثين الذين يدرسون تاريخ روما والفلسفة والخطابة.

## الفن الإعلامي والسينما
في عام 2018، قدم أول معرض للفن المرئي والإعلامي «التفاعل» حول تحول الإنسان من الشكل العاطفي إلى الشكل المعلوماتي. عُرضت الأعمال في معرض ساتشي ومهرجان فريدوم للفنون في لندن.
في عام 2019، أخرج أول فيلم قصير بلا كلمات «الثقب الأسود». الفيلم يتحدث عن كيف يبتلع الناس بعضهم البعض من أجل تطورهم الشخصي. عُرض الفيلم لأول مرة في 11 يوليو 2019 في مهرجان الوحي السينمائي الدولي في بيرث (أستراليا). في 29 سبتمبر 2019، حصل الفيلم على جائزة خاصة من لجنة التحكيم في مهرجان الأفلام القصيرة المستقلة «باردك» في خاركوف «لأسلوب المخرج الواضح والعمل الرائع والعميق للمصور واختيار الشخصيات الغريبة. جميع العناصر والتفاصيل تعمل لهدف واحد — الغمر في العالم الكيميائي الذي أنشأه المؤلف».
في عام 2020، أُنتج فيلم قصير ثانٍ بعنوان «الأوبرا البرية»، والذي قرر المخرج عدم إطلاقه بعد المونتاج.

## النشاط الاجتماعي
منذ عام 2019، ينظم باستمرار ورش عمل مجانية في فن الخطابة للمجموعات الاجتماعية التي تواجه أو قد تواجه أشكالاً مختلفة من التمييز في أوكرانيا والعالم (بسبب الأصل، الجنس، الهوية الوطنية أو غيرها) بهدف تقليل مستوى العدوانية وزيادة مستوى التواصل الفعال بين مختلف الناس ومستوى التسامح.

## الإصدارات العربية
في عام 2025، صدر العدد الأول من مجلة «الخطيب المجهول» باللغة العربية، مما يجعلها أول مجلة علمية شعبية متخصصة في فن الخطابة متاحة للقراء العرب. المجلة العربية تهدف إلى نشر ثقافة الخطابة الفعالة في العالم العربي وتطوير مهارات التواصل باللغة العربية.
- - الموقع الإلكتروني**: https://en.ovcharov.institute/unknown-orator
  - النسخة الرقمية**: https://play.google.com/store/books/details?id=4o1jEQAAQBAJ

تتضمن المجلة العربية:
- مقالات نظرية حول تقنيات الخطابة الحديثة
- تمارين عملية لتحسين مهارات الإلقاء
- دراسات حالة من الخطابة العربية الكلاسيكية والمعاصرة
- نصائح للتغلب على رهبة المسرح والتحدث أمام الجمهور
- تحليلات للخطب التاريخية المؤثرة في الثقافة العربية

## الببليوغرافيا

### الإصدارات العلمية الشعبية
| السنة | عنوان الكتاب                              | الوصف                                                                     |
| ----- | ----------------------------------------- | ------------------------------------------------------------------------- |
| 2017  | «سيد الخطابة العامة»                      | النظرية الأساسية لفن الخطابة                                              |
| 2023  | «سيد الخطابة العامة. الإصدار أحادي اللون» | الطبعة الثانية من نظرية فن الخطابة مع رسوم توضيحية بالأبيض والأسود للمؤلف |
| 2023  | «سيد الخطابة العامة. الإصدار الملون»      | الطبعة الثانية من نظرية فن الخطابة مع رسوم توضيحية ملونة للمؤلف           |
| 2024  | «الأخلاق الصغيرة»                         | حول الأخلاق التطبيقية المعاصرة                                            |
| 2024  | «الحجج الإثباتية»                         | حول طرق الإقناع في فن الخطابة                                             |

### الإصدارات الدورية
| السنة | الاسم            | النوع | الوصف                                       |
| ----- | ---------------- | ----- | ------------------------------------------- |
| 2025  | «الخطيب المجهول» | مجلة  | إصدار مطبوع عن فن الخطابة، يصدر مرتين سنوياً |

### الإصدارات التعليمية
| السنة | الاسم            | الوصف                                                        |
| ----- | ---------------- | ------------------------------------------------------------ |
| 2025  | «كيف تربي خطيباً» | دليل تعليمي للآباء والمعلمين لتنمية صفات الخطابة عند الأطفال |

### الترجمات
| السنة | الاسم                                     | اللغات                      |
| ----- | ----------------------------------------- | --------------------------- |
| 2025  | «ترجمة الخطبة الأولى لشيشرون ضد كاتيلينا» | من اللاتينية إلى الأوكرانية |

## روابط خارجية
- الموقع الرسمي لمعهد الخطابة
- المجلة العربية "الخطيب المجهول"
- نيكولا أوفتشاروف في ويكي مصدر